# Elish Lamont
Pour les articles homonymes, voir Lamont.
Elish Lamont ou Elish La Mont(e) (vers 1800-1816 - 28 juillet 1870) est une miniaturiste irlandaise.

## Biographie
Elish Lamont naît dans une famille d'industriels bien connue à Belfast, en 1800 ou 1816. Son père est John Lamont, papetier et imprimeur. Elle va à Londres pour se former en tant que miniaturiste. Après cette formation, elle revient à Belfast. Elle s'impose comme artiste professionnelle en 1837. Au cours de sa carrière à Belfast, Lamont vit à plusieurs adresses et vit en alternance avec ses frères, John, horloger et opticien, et le Dr Aeneas Lamont, chirurgien.
Elle ouvre un internat et une école de jour avec une certaine Miss Rock en 1851. Le prospectus décrit Lamont en tant que tutrice expérimentée, ayant une expérience en Angleterre, en France et en Allemagne. Cependant, son implication dans l'école cesse en 1856. Lamont déménage à une adresse sur Clare Street à Dublin en 1857, y vit jusqu'en 1859. Plus tard dans sa vie, elle déménage en Angleterre, où elle devient amie de Daniel Maclise, John Ruskin et Charles Dickens.
Lamont meurt le 28 juillet 1870, à Boley Hill, Rochester, Kent,.

## Œuvre artistique
Au début de sa carrière, Lamont expose avec la Belfast Association of Artists en 1837 et 1838. Elle est également exposée à la Royal Hibernian Academy (RHA) de 1842 à 1858, puis à nouveau en 1870. Il est possible qu'elle soit aussi la « Mme Lamont » dont deux miniatures sont présentes à l'exposition Northern Irish Art Union à Belfast en 1843. Elle expose sept miniatures à la Royal Academy of Arts (RA) de 1856 à 1859 sous le nom de « Miss La Monte ». Lamont est considérée comme l'une des premières femmes artistes professionnelles connues à Belfast, poursuivant une carrière très réussie. De nombreuses familles aristocratiques d'Irlande du Nord, comme Lord Bangor, le comte de Belfast et les Dufferins lui passent des commandes. Les miniatures de Lamont représentant Lady Dufferin sont exposées par la RHA en 1851 et la RA en 1866. Ses miniatures de la duchesse douairière de Manchester sont gravées pour figurer dans l'album de la Cour, et deux de ses œuvres ont été offertes à la reine Victoria lors de sa visite à Dublin en 1853. Lamont produit également une série d'estampes de tiroirs à crayons en 1845, illustrant les mélodies irlandaises de Moore. Une exposition de 1900 d'artistes locaux à Belfast présente deux de ses peintures. Une miniature de Mlle O'Hara de Ballymena à l'Ulster Museum est la seule œuvre connue de Lamont dans une collection publique,.

## Écrits
Lamont écrit également, produisant un certain nombre de publications en 1843 : 
- The Northern Whig
- Impressions, thoughts and sketches during two years in Switzerland
- The gladiators
- The mission of the educator

Lamont collabore avec sa sœur à un volume de poésie, de Christmas rhymes, or Three nights' revelry en 1846, qu'elle illustre. Elle écrit également un roman publié en 1855, Love versus money.